# 罗斯科·洛克伍德
罗斯科·洛克伍德（英語：Roscoe Lockwood，1875年11月22日—1960年11月24日），美国男子赛艇运动员。他曾代表美国参加1900年夏季奥林匹克运动会赛艇比赛，获得男子八人单桨有舵手金牌。